# Sierra Leone na Mistrzostwach Świata w Lekkoatletyce 2011
Sierra Leone na Mistrzostwach Świata w Lekkoatletyce 2011 reprezentowane było przez dwoje zawodników.

## Występy reprezentantów Sierra Leone

### Mężczyźni

#### Konkurencje biegowe
| Konkurencja   | Zawodnik     | Runda 1  | Runda 1 | Runda 2  | Runda 2 | Półfinał | Półfinał | Finał    | Finał   |
| Konkurencja   | Zawodnik     | Rezultat | Pozycja | Rezultat | Pozycja | Rezultat | Pozycja  | Rezultat | Pozycja |
| ------------- | ------------ | -------- | ------- | -------- | ------- | -------- | -------- | -------- | ------- |
| Bieg na 800 m | Thomas Vandy |          |         | DNS      |         |          |          |          |         |

### Kobiety

#### Konkurencje techniczne
| Konkurencja | Zawodnik  | Eliminacje | Eliminacje | Finał    | Finał   |
| Konkurencja | Zawodnik  | Rezultat   | Pozycja    | Rezultat | Pozycja |
| ----------- | --------- | ---------- | ---------- | -------- | ------- |
| Skok w dal  | Ola Sesay | 5.94       | 32         |          |         |